# Gasthof Zum Lamm (Volkach)

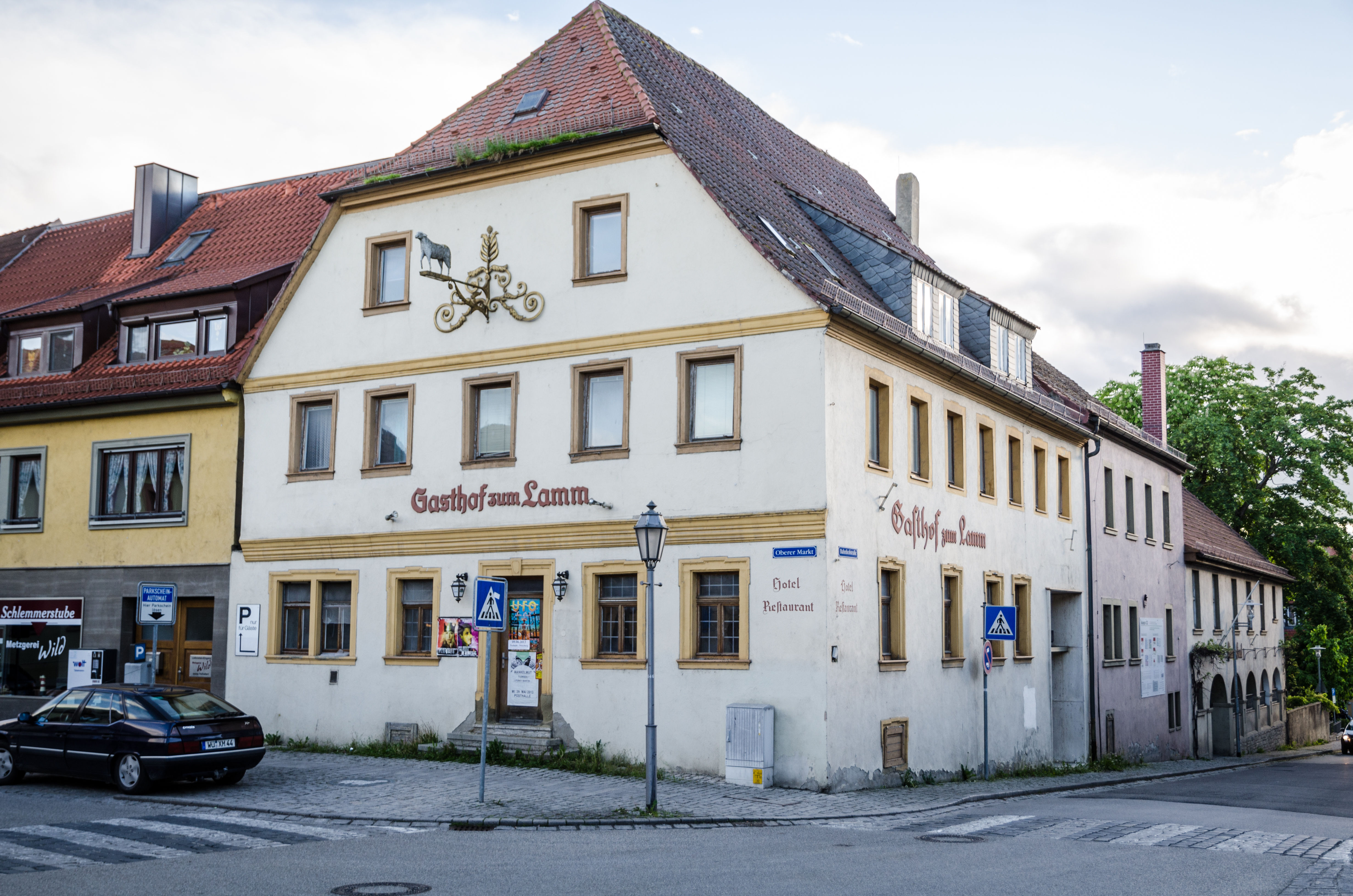
Der Gasthof Zum Lamm in Volkach

Der Gasthof Zum Lamm (Adresse Oberer Markt 11, früher Hausnummer 28) ist ein historisches Gasthaus im unterfränkischen Volkach. Es war lange Zeit Teil der Oberen Vorstadt.

## Geschichte
Erstmals erwähnt wurde der Gasthof Zum Lamm im Jahr 1770. Damals übergab der Besitzer Caspar Model das Anwesen an Friedrich Ott. Noch im gleichen Jahr kam die Wirtschaft an Bernhard Fröhlig. Die häufigen Besitzerwechsel setzten sich in der Folgezeit fort, so ist bereits 1785 die Witwe eines gewissen Michael Hartmann für den Gasthof nachweisbar. Sie vererbte das Haus an Matthias Bertold. Erst mit der Familie Böll begann zu Beginn des 19. Jahrhunderts eine Phase, in der das Gebäude einige Jahrzehnte in denselben Händen blieb.

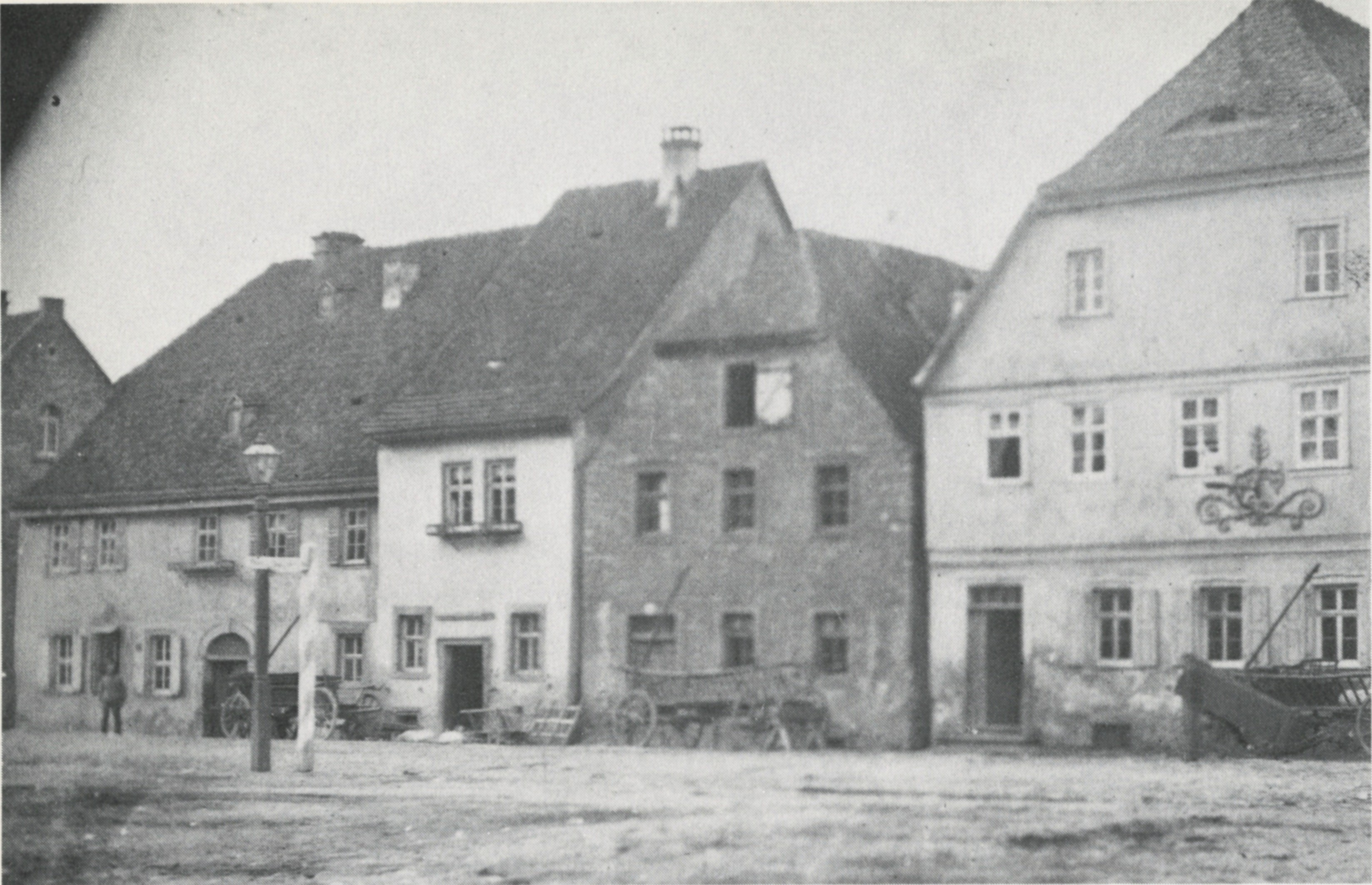
Das Gasthaus (rechts) und seine Umgebung, Fotografie 19. Jahrhundert

Im Jahr 1803 bestand das Gasthaus aus einem Wohnhaus, dem eigentlichen Gasthof, damals Zum Weißen Lamm genannt, einer Scheune und einem Hof. Bis 1823 blieb die Familie Böll als Wirtsfamilie im Lamm. Im Jahr 1839 saß Georg Ziegler in dem Anwesen. Er oder einer seiner unbekannten Vorgänger hatte dort eine Kegelbahn eingerichtet. Ebenso bestand mittlerweile ein Pferdestall und eine Holzhalle. Ziegler übergab das Gasthaus 1843 an Christoph Ulsamer.
Für das Jahr 1897 ist Otto Leist als Eigentümer nachgewiesen. Nachdem 1905 als Eigentümer Michael Holzer erwähnt worden war, wurde ein Schlachthaus an den Wirtsraum angebaut. Die Kegelbahn existierte nicht mehr. Im Jahr 1930 war Maria Holzer, vielleicht die Witwe des Michael Holzer, Eigentümerin des Lamms. Sie verfasste zwei Tagebücher über die im sogenannten Lammsaal stattgefundenen Veranstaltungen, wie Fastnachtsveranstaltungen und Bälle von Veteranen des Ersten Weltkriegs.
Am 6. November 1930 fand in den Räumlichkeiten die erste Versammlung der Nationalsozialisten in Volkach statt. Anders als an anderen Orten kam es nicht zu Auseinandersetzungen. Die Nationalsozialisten tagten später noch oft im Gasthof Zum Lamm. Nach dem Zweiten Weltkrieg war das Gasthaus verpachtet. war 1951 Heribert Haug Inhaber, 1984 Edelbert und Berta Haug. Heute steht das Haus leer und wird vom Bayerischen Landesamt für Denkmalpflege als Baudenkmal geführt.

## Beschreibung
Das Gasthaus ist ein zweigeschossiges  giebelständiges Halbwalmdachhaus mit leicht vorkragenden Ober- bzw. Dachgeschossen. Beide Geschosse weisen wohl verputztes Fachwerk auf. Teilweise sind die Fenstergewände geohrt. Im Kern geht der Bau auf das 18. Jahrhundert zurück, allerdings nahm man immer wieder Veränderungen vor. So entstanden später an der Bahnhofstraße ein Erweiterungsgebäude und der sogenannte Lammsaal mit Biergarten.
Eine Besonderheit stellt der plastische Wirtshausausleger auf der Seite am Oberen Markt dar. Auf einer Konsole, die mit Blatt- und Volutenornamenten an der Hauswand befestigt ist, steht das Symboltier des Gasthofs, ein schreitendes Lamm. Der Ausleger stammt aus der ersten Hälfte des 19. Jahrhunderts und ist dem Biedermeier zuzuordnen. Ähnliche Objekte sind lediglich in Mittelfranken zu finden, in Unterfranken sind sie eine Seltenheit. Der Ausleger wurde 2019 im Zuge von Sanierungsarbeiten entfernt.